# Distretto di Eynesil
Il distretto di Eynesil (in turco Eynesil ilçesi) è uno dei distretti della provincia di Giresun, in Turchia.